# Mariam al-Asturlabi

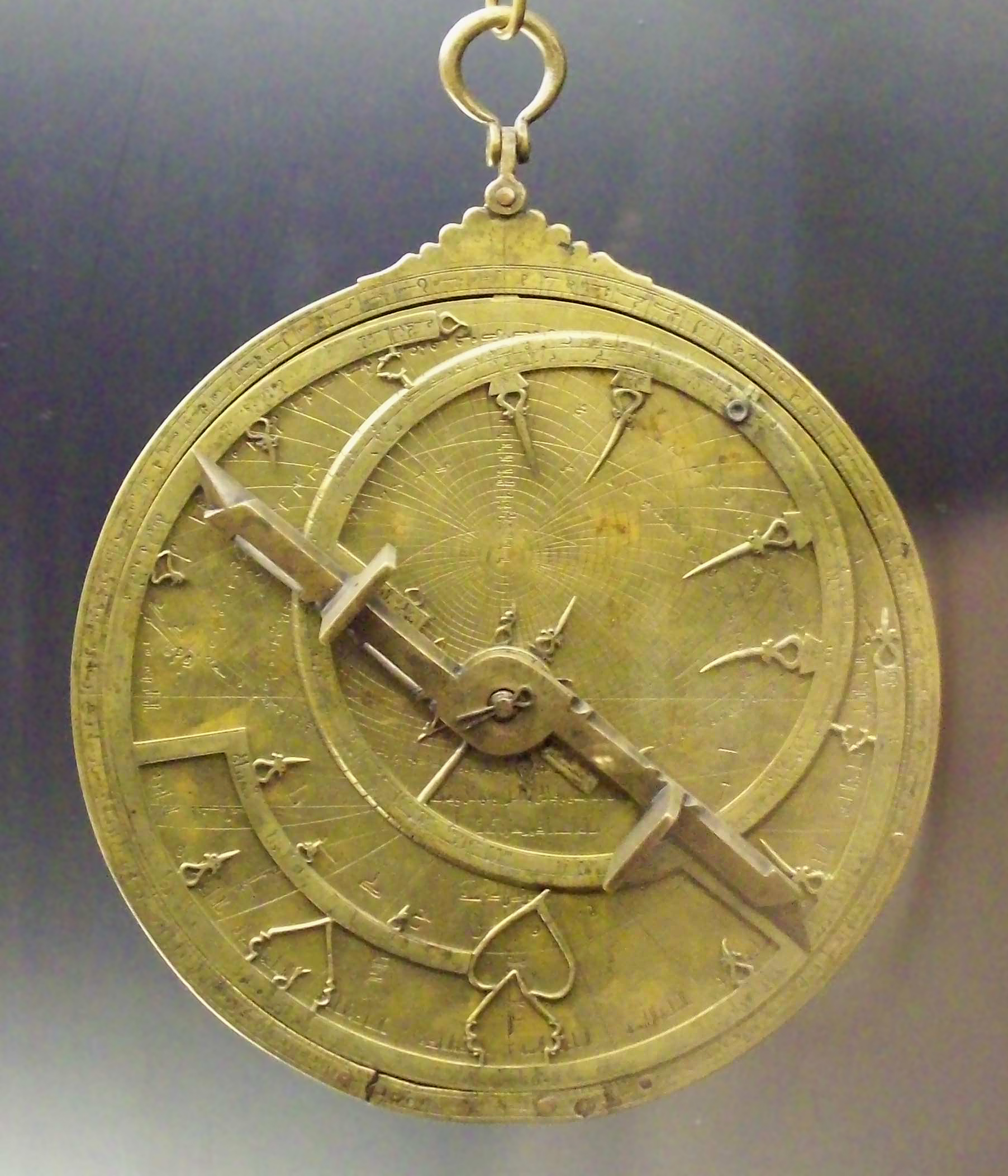
Astrolabium aus dem 11. Jahrhundert, also etwas nach der Lebenszeit von Mariam al-Asturlabi

Mariam al-Asturlabi (arabisch مريم الأسطرلابي, DMG Maryam al-Asṭurlābī) oder al-ʿIdschliyya bint al-ʿIdschli al-Asturlabi (arabisch العجلية بنت العجلي الأسطرلابي, DMG al-ʿIǧliyya bt. al-ʿIǧlī al-Asṭurlābī) war eine Astronomin aus Aleppo, im heutigen Syrien. al-Asturlabi lebte im 10. Jahrhundert u. Z. und stellte Astrolabia her. Nach muslimheritage.com ist al-Asturlabi die einzige belegte weibliche Person, die zu dieser Zeit Astrolabia herstellte, sie ist zudem die einzig erwähnte Frau im Werk al-Fihrist. Ihr eigentlicher Name ist nicht überliefert, der Vorname Mariam wurde ihr von der syrischen Gesellschaft für Archäologie gegeben.

## Leben
Mariam al-Asturlabi war am Hof von Saif ad-Daula angestellt und übte dort ihre Arbeit aus. Ihren Beruf hatte sie von ihrem Vater al-ʿIdschli al-Asturlabi übernommen, wie er war auch sie Schülerin von einer Person namens Bitolus (eigentlich Muhammad ibn ʿAbd Allāh Nastūlus).
Sie ist damit eine frühe Vertreterin von Frauen in der Wissenschaft. Für ihr Wirken wurde sie von 1001inventions als „Außergewöhnliche Frau des goldenen Zeitalters der muslimischen Zivilisation“ geehrt; der Asteroid (7060) Al-ʻIjliya wurde nach ihr benannt. Die Person al-Asturlabi diente zudem als Inspiration des Werkes Binti von Nnedi Okorafor.